# 아프리칸스어 위키백과

아프리칸스어 위키백과 로고

아프리칸스어 위키백과는 아프리칸스어로 된 위키백과이며, 현재 10000개 이상의 문서가 있다. 기호는 af이다.